# Paul Hoenen
Paul Hoenen, né le 17 janvier 1899 à Ville-sur-Illon et mort le 17 juillet 1975 à Saint-Georges-les-Landes, est un footballeur français évoluant au poste d'attaquant.

## Carrière
Paul Hoenen évolue au JA Saint-Ouen lorsqu'il connaît sa première et unique sélection en équipe de France de football. Il affronte sous le maillot bleu lors d'un match amical l'équipe des Pays-Bas de football le 2 avril 1923. Les Néerlandais s'imposent largement sur le score de huit buts à un.